# Pascagoula
 (juin 2015).
La ville de Pascagoula est le siège du comté de Jackson, situé dans l'État du Mississippi, aux États-Unis. 
Elle est connue notamment grâce à l'enlèvement de Pascagoula (1973) et a souffert de l'ouragan Katrina (2005). 

## Histoire

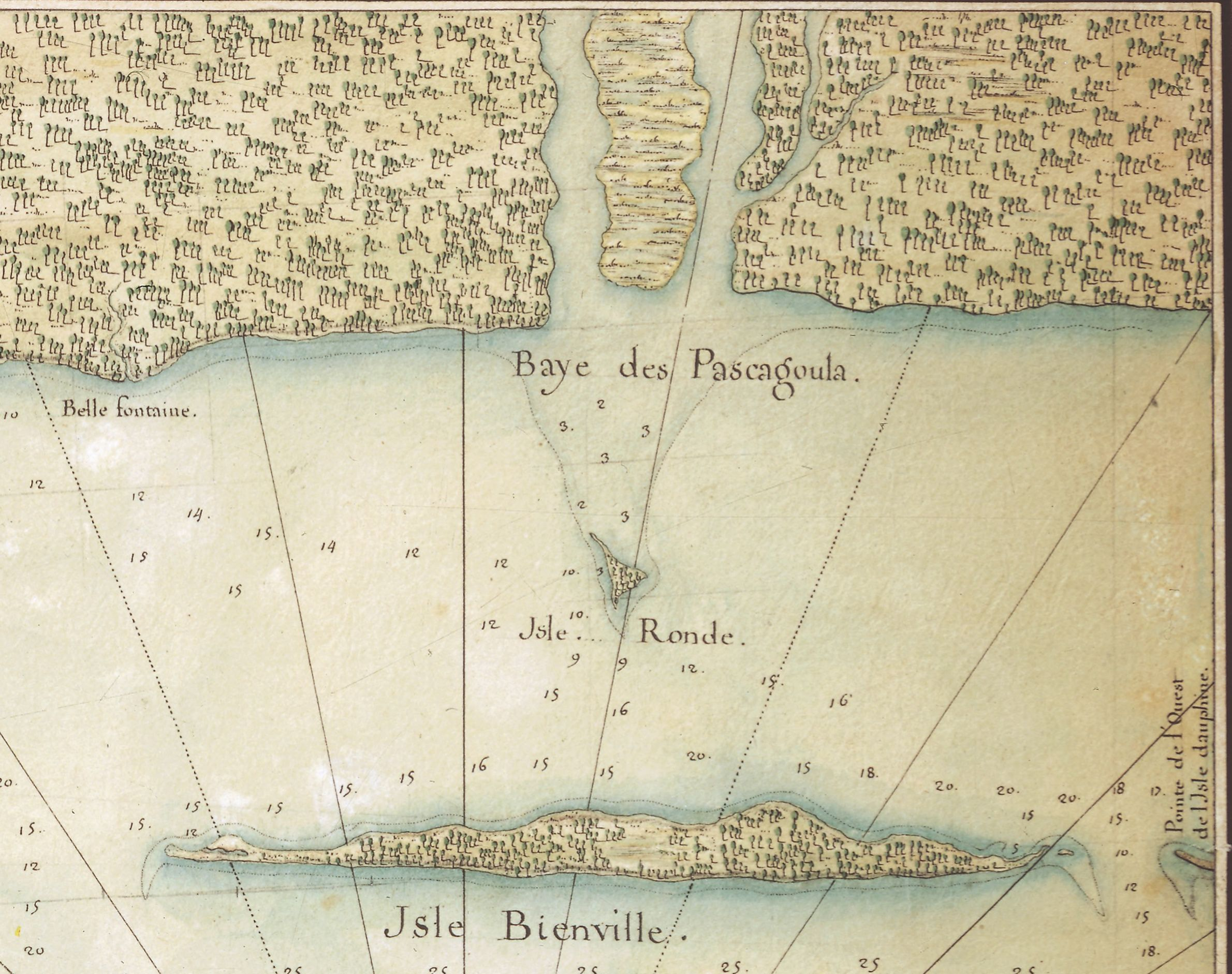
Baie de Pascagoula, carte du début du XVIIIe siècle.

Le nom Pascagoula, qui signifie « mangeur de pain », est prise à partir d'un groupe d'Amérindiens trouvé dans les villages le long de la rivière Pascagoula une certaine distance au-dessus de sa bouche. Hernando de Soto semble avoir fait le premier contact avec eux dans les années 1540, mais on sait peu de cette rencontre. Le montréalais Pierre Le Moyne d'Iberville, fondateur de la colonie de la Louisiane, a laissé un compte rendu plus détaillé d'une expédition de cette région en 1700. Le premier compte rendu détaillé vient de Jean-Baptiste Le Moyne de Bienville, le jeune frère d'Iberville, a qui les Pascagoula l'ont visité au Fort Maurepas dans l'actuelle Ocean Springs. Peu de temps après, il fut colonisé tandis que le frère aîné était parti en France. Il y a quelques détails qui sont certains de ces peuples, sauf que leur langue ne semblait pas avoir partagé une racine étymologique avec les groupes autochtones plus grandes au nord, comme les Choctaw en particulier. Au lieu de cela, leur langue semble plus proche de celle des Biloxi ou des Natchez, qui ont tous deux été liées de cette manière à les Sioux, Corbeau et Ho-Chunk. Le territoire des peuples Biloxis semble avoir varié entre les domaines de ce qu'on appelle aujourd'hui la baie de Biloxi à Bayou La Batre (Alabama) vingt-cinq miles jusqu'à la rivière Pascagoula, et alors le territoire du peuple Pascagoula semble avoir oscillé entre une certaine distance au nord de là à la confluence des rivières Leaf et Chickasawhay.
Les premiers colons de Pascagoula étaient Jean-Baptiste Baudreau dit Graveline, Joseph Simon De La Pointe et sa tante, madame Chaumont.
La légende locale dit que la tribu Pascagoula chantait, tout en pataugeant main dans la main, dans la rivière Pascagoula, la noyade ensemble plutôt que de devenir esclaves ou d'être tués par une tribu ennemie, les Biloxis. Ainsi, la légende de la rivière chantante est né. Il est dit que les soirées en été et en automne, la chanson triste des Pascagoulas peut encore être entendue près de la rivière.

## Source
- (en) Cet article est partiellement ou en totalité issu de l’article de Wikipédia en anglais intitulé « Pascagoula, Mississippi » (voir la liste des auteurs).

1. ↑  Cain, Cyril Edward : Four Centuries on the Pascagoula, vol. 1, pages 19–21. 1953